# Antipsiquiatria

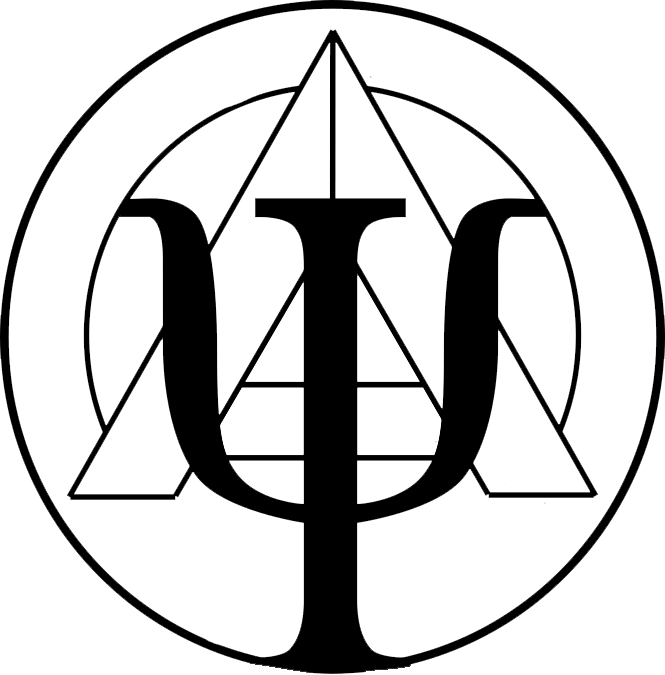
Símbolo do movimento

Antipsiquiatria é um termo que se refere a uma coleção de movimentos que visam criticar as teorias e práticas fundamentais da psiquiatria tradicional. Críticas comuns são: que a psiquiatria aplica conceitos e instrumentos médicos de modo inapropriado à mente e à sociedade; que ela frequentemente trata pacientes contra a vontade; que ela inapropriadamente exclui outras abordagens à doença e ao sofrimento mental; que sua integridade médica e ética é comprometida por ligações com a indústria farmacêutica e com companhias de seguro; que ela usa um sistema de diagnóstico categorial (por exemplo, o Manual Diagnóstico e Estatístico de Desordens Mentais — DSM) que se acusa de estigmatizar pacientes e de ser mal-fundamentado científica e clinicamente; e que o sistema psiquiátrico é vivido por muitos de seus pacientes como humilhante e controlador. 
Alguns profissionais de saúde mental e acadêmicos professam visões antipsiquiátricas. Certa proporção de usuários e ex-usuários de serviços psiquiátricos também o fazem. Algumas críticas atuais focam a psiquiatria biológica predominante. Apesar do nome, algumas partes do movimento promovem uma forma de psiquiatria que é apenas contrária às teorias e métodos da corrente principal. Alguns assim chamados "antipsiquiatras" estão ansiosos para se dissociarem do termo e das associações pejorativas que ele tem atraído.
A antipsiquiatria inspirou mudanças significativas na psiquiatria e na origem de outros movimentos, como o orgulho autista. No Brasil, ela está na raiz da reforma psiquiátrica. 

## Fundamentos
A antipsiquiatria é um movimento baseado na visão de que o tratamento psiquiátrico costuma ser mais prejudicial, do que útil para os pacientes, destacando as controvérsias sobre a psiquiatria. As objeções incluem a confiabilidade do diagnóstico psiquiátrico; a eficácia questionável e os danos associados aos medicamentos psiquiátricos; a falha da psiquiatria em demonstrar qualquer mecanismo de tratamento de doenças para efeitos de medicamentos psiquiátricos; e preocupações legais sobre a igualdade de direitos humanos e liberdade civil sendo anuladas pela presença do diagnóstico. 
Historicamente, as críticas à psiquiatria vieram à tona após o foco nos danos extremos associados ao tratamento eletroconvulsivo ou ainda à terapia de choque insulínico. O termo "antipsiquiatria" está em disputa e é frequentemente usado para descartar todos os críticos da psiquiatria, muitos dos quais concordam que um papel especializado de ajudante para pessoas em sofrimento emocional pode, às vezes, ser apropriado, permitir a autonomia e escolha individual em relação às decisões do seu tratamento. 
Além das preocupações com a eficácia, a antipsiquiatria pode questionar os fundamentos filosóficos e éticos da psicoterapia e da medicação psicoativa, vendo-os como moldados por preocupações sociais e políticas, e não pela autonomia e integridade da mente individual. Eles podem acreditar que "julgamentos sobre questões de sanidade devem ser prerrogativas da mente filosófica", e que a mente não deve ser uma preocupação médica. Alguns ativistas rejeitam a noção psiquiátrica de doença mental.  A antipsiquiatria considera a psiquiatria um instrumento coercitivo de opressão a partir de uma relação de poder desigual entre médico e paciente, e um processo diagnóstico altamente subjetivo. A internação compulsória/involuntária injusta é uma questão importante no movimento.
O movimento descentralizado tem estado ativo em várias formas por dois séculos.  Na década de 1960, havia muitos desafios à psicanálise e à psiquiatria convencional, onde a própria base da prática psiquiátrica era caracterizada como repressiva e controladora.
Os psiquiatras identificados com o movimento incluíam Thomas Szasz, Timothy Leary, Giorgio Antonucci, R.D. Laing, Franco Basaglia, Theodore Lidz, Silvano Arieti e David Cooper. Outros envolvidos foram Michel Foucault, Gilles Deleuze, Félix Guattari e Erving Goffman. Cooper usou o termo "anti-psiquiatria" em 1967 e escreveu o livro em inglês: Psychiatry and Anti-psychiatry; lit. Psiquiatria e antipsiquiatria) em 1971.  A palavra em alemão: "Antipsychiatrie"; lit. Antipsiquiatria já era usada na Alemanha, em 1904. Thomas Szasz introduziu a definição de "doença mental" como um mito no livro O mito da doença mental (1961). Giorgio Antonucci introduziu a definição de psiquiatria como preconceito no livro em italiano: I pregiudizi e la conoscenza critica alla psichiatria; lit. Preconceitos e conhecimento crítico da psiquiatria, de 1986.
O movimento continua a influenciar o pensamento sobre psiquiatria e psicologia, dentro e fora desses campos, principalmente no que diz respeito à relação entre aqueles que fornecem e aqueles que o recebem. Questões contemporâneas incluem liberdade versus coerção, natureza versus criação e o direito de ser diferente.
Os críticos da antipsiquiatria dentro da própria psiquiatria refutam ao princípio implícito de que a psiquiatria é, por definição, prejudicial. A maioria dos psiquiatras aceita que existem questões que precisam ser abordadas, mas que a abolição da psiquiatria é prejudicial. Os profissionais médicos muitas vezes consideram que os movimentos antipsiquiatria estão promovendo a negação do transtorno mental e foram comparados com teorias da conspiração negacionistas, anticiência e sem base em fatos.

## Origens da antipsiquiatria
Daniel Defoe, o autor de Robinson Crusoe, revelou, no século XVIII, que maridos costumavam encarcerar suas desobedientes (mas sãs) esposas. Como a psiquiatria se estabeleceu mais profissionalmente durante o século XIX e se desenvolveram tratamentos mais invasivos, a oposição a isso aumentou. No século XVIII, caracterizou-se a drapetomania como uma doença psiquiátrica, um princípio pseudocientífico pelo qual escravos fugiam do controle de seus donos. Nos anos 1920, a oposição surrealista à psiquiatria foi expressa em certo número de publicações do movimento (ver, por exemplo, Antonin Artaud). Na década de 1930, várias práticas médicas controversas foram introduzidas, incluindo indução a convulsões (por eletrochoque, insulina ou outras drogas) ou cortar partes do cérebro (leucotomia ou lobotomia). Ambas entraram em uso difundido pela psiquiatria, mas houve sérias preocupações e muita oposição por razões de moralidade, efeitos nocivos ou utilização indevida.
Na década de 1950, novos psicofármacos, nomeadamente os antipsicóticos clorpromazina e haloperidol, foram concebidos em laboratórios e lentamente passaram a ser preferidos pelos médicos. Embora geralmente aceitos como um avanço em alguns aspectos, houve alguma oposição, em parte devido a efeitos adversos graves, como a discinesia tardia. Os pacientes frequentemente se opõem à psiquiatria e se recusam a tomar ou param de tomar os medicamentos quando não estejam sujeitos a controle psiquiátrico. Houve também crescente oposição à utilização em larga escala dos hospitais psiquiátricos e instituições, e tentativas foram feitas à base de serviços na comunidade.
Chegando ao auge na década de 1960, a "antipsiquiatria" (um termo usado primeiramente por David Cooper, em 1967) definiu um movimento que desafiou as práticas fundamentais da psiquiatria tradicional. Os psiquiatras Ronald Laing, Theodore Lidz, Silvano Arieti e outros argumentaram que a esquizofrenia poderia ser entendida como um autoprejuízo interior infligido por pais psicologicamente invasivos, ou "esquizofrenogênicos", ou como uma saudável tentativa de lidar com uma sociedade doente (ambiente patogênico ou hostil).
O psiquiatra Thomas Szasz argumenta que "doença mental" é uma intrinsecamente incoerente combinação de um conceito médico e um conceito psicológico, mas é popular porque legitima o uso da força psiquiátrica para controlar e limitar desvios de normas sociais. Adeptos desse ponto de vista se referem ao Mito da Doença Mental, controverso livro de Szasz do mesmo nome. (Embora o movimento originalmente descrito como antipsiquiatria tenha se associado com o grande movimento de contracultura dos anos 1960, Szasz, Lidz e Arieti nunca se envolveram neste movimento.) Paralelamente à produção teórica dos autores mencionados, o médico italiano Giorgio Antonucci questionou os próprios fundamentos da psiquiatria através do desmantelamento dos hospitais psiquiátricos Osservanza e Luigi Lolli e a libertação e restituição à vida das pessoas ali mantidas.
Michel Foucault, Erving Goffman, Gilles Deleuze, Félix Guattari e outros criticaram o poder e o papel da psiquiatria na sociedade, incluindo a utilização de "instituições totais", rótulos e estigmas. Foucault argumentou que os conceitos de sanidade e loucura são construções sociais que não refletem padrões quantificáveis de comportamento humano e que antes são apenas indicativos do poder dos "saudáveis" sobre o "demente".
Documentadores do holocausto argumentam que a medicalização de problemas sociais e a eutanásia sistemática de pessoas nas instituições mentais da Alemanha dos anos 1930 forneceram as origens institucionais, procedimentais e doutrinárias do assassinato em massa dos anos 1940. O julgamento de Nuremberg condenou certo número de psiquiatras que ocupavam posições-chave no regime nazista.
Esquizofrenia progressiva era um diagnóstico comum na extinta União Soviética. A observação dos abusos da psiquiatria na União Soviética, no chamados hospitais Psikhushka, também levaram a questionar a validade da prática da psiquiatria no Ocidente. Em especial, o diagnóstico de muitos dissidentes políticos com esquizofrenia levou alguns à questão geral do diagnóstico e ao uso punitivo do rótulo de esquizofrenia. Isso levantou questões sobre se o rótulo de esquizofrenia e o tratamento psiquiátrico involuntário resultante não poderiam ter sido igualmente utilizados no Ocidente para submeter jovens rebeldes durante conflitos familiares.
A antipsiquiatria contestou cada vez mais o alegado pessimismo psiquiátrico e a alienação institucionalizada em relação àqueles classificados como doentes mentais. O emergente movimento de consumidores/sobreviventes frequentemente alega uma recuperação total, empoderamento, autogestão e até mesmo plena libertação. Foram desenvolvidas formas de desafiar o estigma e a discriminação, muitas vezes baseados em um modelo social de deficiência, para ajudar ou encorajar as pessoas com problemas de saúde mental a envolver-se mais plenamente no trabalho e na sociedade (por exemplo, através de empresas sociais), e a envolver os usuários na prestação e na avaliação dos serviços de serviço saúde mental. No entanto, aqueles que ativa e abertamente desafiaram a ética fundamental e a eficácia da prática psiquiátrica tradicional permaneceram marginalizados dentro da psiquiatria e, em menor escala, da mais ampla comunidade de saúde mental.

## Julgamentos de normalidade e doença
Críticos da psiquiatria geralmente não contestam a noção de que algumas pessoas têm problemas emocionais ou psicológicos, ou que algumas psicoterapias não funcionam para um determinado problema. Eles costumam discordar da psiquiatria sobre a origem desses problemas, sobre a adequação de caracterizar esses problemas como doenças e sobre quais as opções de lidar com eles. Por exemplo, uma preocupação primordial da antipsiquiatria é que o grau de aderência ao padrão comum de um indivíduo, ou à maioria, pode ser utilizado para determinar o nível de saúde mental da pessoa.
Usando essa lógica, alegam que, em um nível de violência comunal como um apedrejamento público, uma pessoa que se abstém da violência poderia ser diagnosticada como doente mental e deveria, portanto, ser tratada. Além disso, se o desacordo com a maioria de uma sociedade constitui ilusão, qualquer pessoa cujas declarações são consideradas pela maioria como incorretas será uma pessoa delusional, independentemente da real justeza das suas ideias, ou, dizendo de outro modo, os critérios pelos quais uma crença é considerada uma ilusão devem necessariamente flutuar com a opinião da maioria.
Sob essa definição, os críticos da psiquiatria argumentam que os proponentes do heliocentrismo, como Galileu, teriam sido justamente caracterizados como delusionais, pois suas ideias foram amplamente tidas como incorretas quando foram inicialmente formuladas. E é só porque a maioria apoia atualmente um modelo heliocêntrico do sistema solar que uma crença oposta poderá agora ser considerada um "engano".
Muitos sentem que estão sendo patologizados por simplesmente serem diferentes. A comunidade autista cunhou uma série de termos que aparecem para formar a base de um novo ramo de identidade, como "neurodiversidade". Outros argumentam que a normalidade é apenas um tipo especial de loucura.

## História

### Precursores
O primeiro desafio generalizado à abordagem médica predominante nos países ocidentais ocorreu no final do século XVIII.  Parte da progressiva Era do Iluminismo, um movimento de "tratamento moral" desafiou as abordagens duras, pessimistas, somáticas (baseadas no corpo) e baseadas na contenção que prevaleciam no sistema de hospitais e "manicômios" para pessoas consideradas mentalmente perturbadas que geralmente eram vistos como animais selvagens sem razão.  
Alternativas foram desenvolvidas, lideradas em diferentes regiões por funcionários de ex-pacientes, médicos em alguns casos e filantropos religiosos e leigos. Esse "tratamento moral" foi visto como pioneiro em abordagens psicológicas e sociais mais humanas, seja ou não em ambientes médicos; no entanto, também envolvia algum uso de restrições físicas, ameaças de punição e métodos de controle pessoal e social.  À medida que se tornou a abordagem do estabelecimento no século 19, a oposição aos seus aspectos negativos também cresceu. 
Segundo Michel Foucault, houve uma mudança na percepção da loucura, que passou a ser vista menos como um delírio, ou seja, um julgamento perturbado sobre a verdade, do que como um distúrbio do comportamento ou da vontade regular e normal.  Foucault argumentou que, antes disso, os médicos muitas vezes podiam prescrever viagens, descanso, caminhadas, aposentadoria e geralmente o envolvimento com a natureza, vista como a forma visível da verdade, como um meio de romper com as artificialidades do mundo (e, portanto, com os delírios).  Outra forma de tratamento envolvia o oposto da natureza, o teatro, onde a loucura do paciente era representada para ele ou ela de tal forma que o delírio se revelasse ao paciente. 
Desse modo, a ténica terapêutica mais evidente tornou-se confrontar os pacientes com uma vontade saudável e paixões ortodoxas, idealmente incorporadas pelo médico.  A "cura" envolveu um processo de oposição, de luta e dominação, da vontade perturbada do paciente pela vontade saudável do médico. Pensava-se que o confronto levaria não só a trazer a doença à luz do dia pela sua resistência, mas também à vitória da vontade sã e à renúncia da vontade perturbada.  Declarou-se: "Devemos aplicar um método perturbador, para quebrar o espasmo por meio do espasmo... Devemos subjugar todo o caráter de alguns pacientes, subjugar seus transportes, quebrar seu orgulho, enquanto devemos estimular e encorajar os outros" 
Foucault também argumentou que a internação crescente de "doentes mentais" (o desenvolvimento de mais e maiores asilos) tornou-se necessária não apenas para diagnóstico e classificação, mas porque um local fechado tornou-se um requisito para um tratamento que agora era entendido principalmente como o concurso de vontades, uma questão de submissão e vitória. 
As técnicas e procedimentos dos asilos nessa época incluíam "isolamento, interrogatórios privados ou públicos, técnicas de punição como banhos frios, conversas morais (incentivos ou repreensões), disciplina rígida, trabalho compulsório, recompensas, relações preferenciais entre o médico e seus pacientes , relações de vassalagem, de posse, de domesticidade, às vezes até de servidão entre paciente e médico".   Foucault resumiu estes como "destinados a tornar o personagem médico o "mestre da loucura"  através do poder que a vontade do médico exerce sobre o paciente. O efeito dessa mudança serviu então para inflar o poder do médico em relação ao paciente, correlacionado com o rápido aumento de internações (asilos e detenções forçadas).  
Outras análises sugerem que a ascensão dos asilos foi impulsionada principalmente pela industrialização e pelo capitalismo, incluindo o colapso das estruturas familiares tradicionais. No final do século XIX, os psiquiatras muitas vezes tinham pouco poder no sistema de asilos superlotado, atuando principalmente como administradores que raramente atendiam pacientes em um sistema onde os ideais terapêuticos haviam se transformado em rotinas institucionais.  Em geral, os críticos apontam para aspectos negativos da mudança em direção aos chamados "tratamentos morais", e a expansão generalizada simultânea de asilos, poder médico e leis de hospitalização involuntária que desempenharam um papel importante no desenvolvimento do anti-movimento da psiquiatria. 
Várias críticas do século XIX ao campo emergente da psiquiatria se sobrepõem tematicamente à antipsiquiatria do século XX, por exemplo, em seu questionamento da medicalização da "loucura". Essas críticas ocorreram em um momento em que os médicos ainda não haviam conquistado a hegemonia por meio da psiquiatria, portanto, não havia uma força única e unificada para se opor. No entanto, havia uma preocupação crescente com a facilidade com que as pessoas poderiam ser confinadas, com relatos frequentes de abuso e confinamento ilegal.  Por exemplo, Daniel Defoe, o autor de Robinson Crusoe, já havia defendido mais supervisão do governo sobre os "manicômios" e o devido processo antes da internação involuntária. 
Mais tarde, ele argumentou que os maridos usavam hospitais de asilo para encarcerar suas esposas desobedientes e em um panfleto subsequente que as esposas faziam o mesmo com seus maridos.  Também foi proposto que o papel do asilo seja separado do médico, para desencorajar a exploração dos pacientes.  
Havia uma preocupação geral de que os médicos estavam minando a personalidade ao medicalizar problemas, alegando que só eles tinham a experiência para julgar e argumentando que o transtorno mental era físico e hereditário. A "Alleged Lunatics' Friend Society"  surgiu na Inglaterra em meados do século 19 para desafiar o sistema e fazer campanha por direitos e reformas.  Nos Estados Unidos, Elizabeth Packard publicou uma série de livros e panfletos descrevendo suas experiências no manicômio de Illinois, para o qual ela havia sido internada a pedido de seu marido. 
Em todo o processo, a natureza de classe dos hospitais psiquiátricos e seu papel como agências de controle foram bem reconhecidos. A nova psiquiatria foi parcialmente desafiada por duas poderosas instituições sociais – a igreja e o sistema legal. Essas tendências foram tematicamente ligadas ao movimento antipsiquiatria do final do século XX.  
À medida que a psiquiatria se tornou mais profissionalmente estabelecida durante o século XIX (o próprio termo foi cunhado em 1808 na Alemanha por Johann Christian Reil, como "Psiquiatria") e desenvolveu tratamentos supostamente mais invasivos, a oposição aumentou.  No sul dos Estados Unidos, escravos negros e abolicionistas encontraram a drapetomania, um diagnóstico pseudocientífico que apresentava o desejo dos escravos de fugir de seus senhores como um sintoma de patologia. 
Houve algum desafio organizado para a psiquiatria no final da década de 1870 da nova especialidade da neurologia , em grande parte centrada no controle dos manicômios estaduais em Nova York.  Os praticantes criticaram os hospitais psiquiátricos por não conduzirem pesquisas científicas e adotarem os métodos terapêuticos modernos, como a não contenção. Juntamente com reformadores leigos e assistentes sociais, os neurologistas formaram a Associação Nacional para a Proteção do Insano e Prevenção da Insanidade. No entanto, quando os membros leigos questionaram a competência dos médicos asilados até mesmo para fornecer atendimento adequado, os neurologistas retiraram seu apoio e a associação fracassou. 

### Início dos anos 1900
Observou-se que "os críticos mais persistentes da psiquiatria sempre foram ex-pacientes de hospitais psiquiátricos", mas muito poucos foram capazes de contar suas histórias publicamente ou confrontar abertamente o estabelecimento psiquiátrico, e aqueles que o fizeram foram comumente considerados tão extremos em suas acusações que eles raramente poderiam ganhar credibilidade.  
No início do século 20, o ex-paciente Clifford W. Beers fez campanha para melhorar a situação dos indivíduos que recebiam atendimento psiquiátrico público, particularmente aqueles comprometidos com instituições estatais, divulgando as questões em seu livro, A Mind that Found Itself (1908) - "Uma mente que busca a si mesma" . Embora Beers inicialmente condenasse os psiquiatras por tolerarem maus-tratos aos pacientes e visse o envolvimento de mais ex-pacientes no movimento, ele foi influenciado por Adolf Meyer e pelo estabelecimento psiquiátrico e diminuiu sua hostilidade, pois precisava do apoio deles para as reformas. Na Alemanha, durante esse período, houve esforços semelhantes que usaram o termo "Antipsiquiatria". 
A dependência de Beers em doadores ricos e sua necessidade de aprovação de especialistas o levaram a entregar aos psiquiatras a organização que ajudou a fundar, o Comitê Nacional de Higiene Mental, que acabou se tornando a Associação Nacional de Saúde Mental.  
No Reino Unido, a "National Society for Lunacy Law Reform" (Sociedade Nacional de Reforma Legal do Sistema de Manicômios)  foi criada em 1920 por ex-pacientes raivosos que buscavam justiça por abusos cometidos sob custódia psiquiátrica, e ficaram aflitos porque suas queixas foram condescendentemente descartadas pelas autoridades, que foram vistas como valorizam a disponibilidade da internação medicalizada como processo extrajudicial e punitivo dissimulado. Em 1922, a ex-paciente Rachel Grant-Smith aumentou os pedidos de reforma do sistema de negligência e abuso que ela havia sofrido ao publicar "As experiências de um paciente de asilo".  Nos Estados Unidos, We Are Not Alone - WANA ("Nós não estamos sozinhos") foi fundado por um grupo de pacientes no Rockland State Hospital em Nova York, e continuou a se reunir como um grupo de ex-pacientes. 
Na década de 1920, a extrema hostilidade aos psiquiatras e à psiquiatria foi expressa pelo dramaturgo e diretor de teatro francês Antonin Artaud , em particular, em seu livro sobre Van Gogh. Muito influenciado pelo dadaísmo e pelos entusiasmos surrealistas da época, ele considerava os sonhos , pensamentos e visões não menos reais do que o mundo "exterior".  Antes da descoberta da penicilina, a eugenia era popular. As pessoas acreditavam que as doenças da mente podiam ser transmitidas, então a esterilização compulsória dos doentes mentais foi decretada em muitos países. 

### Década de 1930
Na década de 1930, várias práticas médicas controversas foram introduzidas e enquadradas como "tratamentos" para transtornos mentais, incluindo indução de convulsões (por eletrochoque, insulina ou outras drogas) ou psicocirurgia (lobotomia). Nos EUA, começando em 1939 até 1951, mais de 50.000 operações de lobotomia foram realizadas em hospitais psiquiátricos, um procedimento considerado desumano. 
Os historiadores do Holocausto argumentaram que a medicalização de programas sociais e a eutanásia sistemática de pessoas em instituições mentais alemãs na década de 1930 forneceram as origens institucionais, processuais e doutrinárias do assassinato em massa da década de 1940. Os programas nazistas foram chamados "Ação T4" e "Ação 14f13". 
Os Julgamentos de Nuremberg condenaram vários psiquiatras que ocuparam cargos importantes nos regimes nazistas. Como afirmou um psiquiatra suíço: "Uma questão não tão fácil de ser respondida é se deve ser permitido destruir vidas objetivamente 'indignas de viver' sem o pedido expresso de seus portadores. (...) Mesmo em doentes mentais incuráveis que sofrem gravemente de alucinações e depressões melancólicas e incapaz de agir, a um colega médico eu atribuiria o direito e, em casos graves, o dever de abreviar - muitas vezes por muitos anos - o sofrimento".   

### Décadas de 1940 e 1950
As décadas posteriores à Segunda Guerra Mundial viram um enorme crescimento na psiquiatria; muitos americanos estavam convencidos de que a psiquiatria e a psicologia, particularmente a psicanálise, eram a chave para a felicidade. Enquanto isso, a maioria dos pacientes mentais hospitalizados recebeu, na melhor das hipóteses, cuidados de custódia decentes e, na pior das hipóteses, abuso e negligência. 
O psicanalista Jacques Lacan foi identificado como uma influência na teoria da antipsiquiatria posterior no Reino Unido e como o primeiro, nas décadas de 1940 e 1950, a desafiar profissionalmente a psicanálise a reexaminar seus conceitos e a apreciar a psicose como compreensível. Outras influências em Lacan incluíram a poesia e o movimento surrealista, incluindo o poder poético das experiências dos pacientes. Os críticos contestaram isso e questionaram como suas descrições se relacionavam com seu trabalho prático. 
Os nomes que passaram a ser associados ao movimento antipsiquiátrico conheciam Lacan e reconheciam sua contribuição, mesmo que não concordassem inteiramente.  O psicanalista Erich Fromm também é dito ter articulado, na década de 1950, a preocupação humanista secular do próximo movimento antipsiquiatria. Em The Sane Society (1955), Fromm escreveu "Uma sociedade doentia é aquela que cria hostilidade mútua [e] desconfiança, que transforma o homem em um instrumento de uso e exploração para os outros, que o priva de um senso de identidade, exceto na medida em que ele se submete aos outros ou se torna um autômato"..."No entanto, muitos psiquiatras e psicólogos se recusam a aceitar a ideia de que a sociedade como um todo pode estar carente de sanidade. Eles sustentam que o problema da saúde mental em uma sociedade é apenas o da número de indivíduos 'desajustados', e não de um possível desajuste da própria cultura". 
Na década de 1950, novas drogas psiquiátricas, principalmente o antipsicótico clorpromazina , começaram a ser usadas lentamente. Embora muitas vezes aceito como um avanço em alguns aspectos, houve oposição, em parte devido a efeitos adversos graves, como a discinesia tardia e em parte devido ao seu efeito de "camisa de força química" e seu suposto uso para controlar e intimidar os pacientes.  Os pacientes freqüentemente se opunham à psiquiatria e recusavam ou paravam de tomar as drogas quando não estavam sob controle psiquiátrico.  Também houve uma crescente oposição ao uso em larga escala de hospitais e instituições psiquiátricas e foram feitas tentativas para desenvolver serviços na comuni
De acordo com a Enciclopédia de Teoria e Prática em Psicoterapia e Aconselhamento, "Na década de 1950, nos Estados Unidos, um movimento anti-saúde mental de direita se opôs à psiquiatria, vendo-a como liberal, esquerdista, subversiva e antiamericana ou pró -Comunista. Havia temores generalizados de que isso ameaçava os direitos individuais e minava a responsabilidade moral. Uma escaramuça inicial foi sobre o Projeto de Lei de Saúde Mental do Alasca, onde os manifestantes de direita se juntaram ao movimento emergente da Cientologia." 
O campo da psicologia às vezes entrou em oposição com a psiquiatria. Os behavioristas argumentaram que o transtorno mental era uma questão de aprendizado, não de medicina; por exemplo, Hans Eysenck argumentou que a psiquiatria "realmente não tem nenhum papel a desempenhar". O campo em desenvolvimento da psicologia clínica, em particular, entrou em contato próximo com a psiquiatria, muitas vezes em oposição aos seus métodos, teorias e territórios.  

### Década de 1960
Vindo à tona na década de 1960, "anti-psiquiatria" (um termo usado pela primeira vez por David Cooper em 1967) definiu um movimento que desafiou vocalmente as reivindicações e práticas fundamentais da psiquiatria convencional. Embora a maioria de seus elementos tivesse precedentes em décadas e séculos anteriores, na década de 1960 assumiu um caráter nacional e internacional, com acesso aos meios de comunicação de massa e incorporando uma ampla mistura de organizações ativistas de base e corpos profissionais de prestígio. 
Cooper era um psiquiatra sul-africano que trabalhava na Grã-Bretanha. Um revolucionário marxista treinado, ele argumentou que o contexto político da psiquiatria e de seus pacientes deveria ser destacado e radicalmente desafiado, e advertiu que a névoa da linguagem terapêutica individualizada poderia tirar a capacidade das pessoas de ver e desafiar o quadro social maior. Ele falou em ter um objetivo de "não-psiquiatria" e também de anti-psiquiatria. 
Na década de 1960, novas vozes lançaram um novo desafio às pretensões da psiquiatria como ciência e do sistema de saúde mental como um empreendimento humanitário bem-sucedido. Essas vozes incluíam: Ernest Becker, Erving Goffman, R.D. Laing; Laing e Aaron Esterson, Thomas Scheff e Thomas Szasz. Seus escritos, juntamente com outros, como artigos na revista The Radical Therapist (O Terapeuta Radical), receberam o rótulo de "antipsiquiatria", apesar das amplas divergências na filosofia. Essa literatura crítica, em conjunto com um movimento ativista, enfatizou a hegemonia da psiquiatria de modelo médico, suas fontes espúrias de autoridade, sua mistificação dos problemas humanos e as práticas mais opressivas do sistema de saúde mental, como hospitalização involuntária, drogas e eletrochoque.  
Os psiquiatras R.D. Laing (da Escócia), Theodore Lidz (da América), Silvano Arieti (da Itália) e outros, argumentaram que a "esquizofrenia" e a psicose eram compreensíveis e resultaram de lesões no eu interior infligidas por "esquizofrenogênicos" psicologicamente invasivos". As vezes, era visto como um estado transformador envolvendo uma tentativa de lidar com uma sociedade doente. Laing, no entanto, dissociou-se parcialmente do termo "antipsiquiatria" de seu colega Cooper.  
Laing estava um pouco menos focado do que seu colega Cooper em estruturas sociais mais amplas e políticas radicais de esquerda, e passou a desenvolver visões mais romantizadas ou místicas, além de equivocar-se sobre o uso de diagnósticos, drogas e comprometimento. Embora o movimento originalmente descrito como antipsiquiatria tenha se associado ao movimento geral de contracultura da década de 1960, Lidz e Arieti nunca se envolveram neste último. Franco Basaglia promoveu a antipsiquiatria na Itália e garantiu reformas na lei de saúde mental de lá.  
Laing, por meio da Associação da Filadélfia fundada com Cooper em 1965, criou mais de 20 comunidades terapêuticas, incluindo Kingsley Hall , onde funcionários e residentes teoricamente assumiam status igual e qualquer medicamento usado era voluntário. As casas Soteria não psiquiátricas , começando nos Estados Unidos, também foram desenvolvidas, assim como vários serviços liderados por ex-pacientes. 
O psiquiatra Thomas Szasz argumentou que a " doença mental " é uma combinação inerentemente incoerente de um conceito médico e psicológico. Ele se opôs ao uso da psiquiatria para deter, tratar ou desculpar à força o que via como mero desvio das normas sociais ou da conduta moral. Como libertário, Szasz estava preocupado que tal uso prejudicasse os direitos pessoais e a responsabilidade moral. Os adeptos de seus pontos de vista se referiam ao "mito da doença mental", em homenagem ao controverso livro de Szasz de 1961 com esse nome (baseado em um artigo de mesmo nome que Szasz havia escrito em 1957 que, após repetidas rejeições de revistas psiquiátricas, foi publicado em o psicólogo americano em 1960 ). Embora amplamente descrito como parte do principal movimento antipsiquiátrico, Szasz rejeitou ativamente o termo e seus adeptos; em vez disso, em 1969, ele colaborou com a Cientologia para formar a Comissão dos Cidadãos para os Direitos Humanos.  Mais tarde, foi notado que a visão de que a insanidade não era na maioria ou mesmo em nenhum caso uma entidade "médica", mas uma questão moral, também foi mantida por Cientistas Cristãos e certos fundamentalistas protestantes, bem como Szasz.  Szasz não era um cientologista e não era religioso; ele comentava frequentemente sobre os paralelos entre religião e psiquiatria. 
Erving Goffman, Gilles Deleuze, Félix Guattari e outros criticaram o poder e o papel da psiquiatria na sociedade, incluindo o uso de "instituições totais" e o uso de modelos e termos vistos como estigmatizantes.  O sociólogo e filósofo francês Foucault, em sua publicação de 1961, Madness and Civilization: A History of Insanity in the Age of Reason (Loucura e Civilização: uma história da loucura na era da razão), analisou como as atitudes em relação aos considerados "loucos" mudaram em decorrência de mudanças nos valores sociais. 
Ele argumentou que a psiquiatria era principalmente uma ferramenta de controle social, baseada historicamente em um "grande confinamento" dos loucos e castigos físicos e correntes, posteriormente trocados na era do tratamento moral por opressão psicológica e contenção internalizada. O sociólogo americano Thomas Scheff aplicou a teoria da rotulagem à psiquiatria em 1966 em seu livro "Being Mentally Ill" ("Estando Mentalmente Doente"). Scheff argumentou que a sociedade vê certas ações como desviantes e, para chegar a um acordo e entender essas ações, muitas vezes coloca o rótulo de doença mental naqueles que as exibem. Certas expectativas são então colocadas sobre esses indivíduos e, com o tempo, eles inconscientemente mudam seu comportamento para cumpri-las. 
A observação dos abusos da psiquiatria na União Soviética nos chamados hospitais Psikhushka também levou ao questionamento da validade da prática da psiquiatria no Ocidente.  Em particular, o diagnóstico de muitos dissidentes políticos com esquizofrenia levou alguns a questionar o diagnóstico geral e o uso punitivo do rótulo esquizofrenia . Isso levantou questões sobre se o rótulo de esquizofrenia e o tratamento psiquiátrico involuntário resultante não poderiam ter sido usados da mesma forma no Ocidente para subjugar jovens rebeldes durante conflitos familiares.  

### Desde 1970
Novas abordagens profissionais foram desenvolvidas como uma alternativa ou complemento reformista da psiquiatria. The Radical Therapist, um jornal iniciado em 1971 em Dakota do Norte por Michael Glenn, David Bryan, Linda Bryan, Michael Galan e Sara Glenn, desafiou o estabelecimento da psicoterapia de várias maneiras, levantando o slogan "Terapia significa mudança, não ajuste." Continha artigos que desafiavam a abordagem do mediador profissional, defendendo, em vez disso, políticas revolucionárias e uma autêntica construção comunitária. Serviço social, terapias humanísticas ou existencialistas, terapia familiar, aconselhamento, auto-ajuda e a psicologia clínica se desenvolveu e às vezes se opôs à psiquiatria.
A psicanálise foi cada vez mais criticada como não científica ou prejudicial.  Ao contrário da visão popular, críticos e biógrafos de Freud, como Alice Miller, Jeffrey Masson e Louis Breger , argumentaram que Freud não compreendia a natureza do trauma psicológico. Foram desenvolvidos serviços colaborativos não médicos, por exemplo, comunidades terapêuticas ou casas Soteria.
O psiquiatra com formação psicanalítica Szasz , embora professasse oposição fundamental ao que ele percebe como medicalização e "diagnóstico" opressivo ou desculpante e "tratamento" forçado, não se opunha a outros aspectos da psiquiatria (por exemplo, tentativas de "curar-curar almas" , embora também o caracterize como não médico). Embora geralmente considerado antipsiquiatria por outros, ele procurou dissociar-se politicamente de um movimento e termo associado à esquerda radical. Em uma publicação de 1976 "Antipsiquiatria: o paradigma de uma mente saqueada", que foi descrita como uma condenação abertamente política de uma ampla gama de pessoas, Szasz afirmou que Laing, Cooper e toda a antipsiquiatria consistiam em "(...)colonialistas que alegavam que a pobreza chilena se devia à pilhagem de empresas americanas", um comentário que Szasz fez pouco depois de um golpe apoiado pela CIA ter deposto o presidente chileno democraticamente eleito e substituído por Pinochet. Em vez disso, Szasz argumentou que o sofrimento/desvio se deve às falhas ou fracassos dos indivíduos em suas lutas na vida. 
O movimento antipsiquiatria também estava sendo impulsionado por indivíduos com experiências adversas de serviços psiquiátricos. Isso incluiu aqueles que sentiram que foram prejudicados pela psiquiatria ou que sentiram que poderiam ter sido mais ajudados por outras abordagens, incluindo aqueles internados compulsoriamente (inclusive por força física) em instituições psiquiátricas e submetidos a medicamentos ou procedimentos compulsórios. Durante a década de 1970, o movimento antipsiquiatria estava envolvido na promoção da contenção de muitas práticas vistas como abusos psiquiátricos.
O movimento pelos direitos dos homossexuais continuou a desafiar a classificação da homossexualidade como uma doença mental e, em 1974, em um clima de controvérsia e ativismo, os membros da Associação Psiquiátrica Norte-Americana (após uma votação unânime dos curadores em 1973) votaram por uma pequena maioria (58%) para removê-lo como uma categoria de doença do DSM, substituindo-o por uma categoria de "distúrbio da orientação sexual" e depois "homossexualidade egodistônica", que foi excluída em 1986, embora uma grande variedade de " parafilias" permanecem. 
Observou-se que ativistas gays nas décadas de 1970 e 1980 adotaram muitos dos argumentos de Szasz contra o sistema psiquiátrico, mas também que Szasz havia escrito em 1965 que: "Acredito que é muito provável que a homossexualidade seja, de fato, uma doença no segundo sentido [expressão de imaturidade psicossexual] e talvez às vezes até no sentido mais estrito [uma condição um tanto semelhante a doenças orgânicas comuns, talvez causadas por erro genético ou desequilíbrio endócrino]. No entanto, se acreditarmos que ao categorizar a homossexualidade como uma doença conseguimos removê-la do domínio do julgamento moral, estamos errados”. 
O rótulo diagnóstico transtorno de identidade de gênero (DIG) foi utilizado pelo DSM até sua reclassificação como disforia de gênero em 2013, com o lançamento do DSM-5 . O diagnóstico foi reclassificado para melhor alinhá-lo com a compreensão médica da condição e para remover o estigma associado ao termo transtorno.  A Associação Psiquiátrica Norte-Americana, editora do DSM-5, afirmou que a inconformidade de gênero não é a mesma coisa que a disforia de gênero, e que "a inconformidade de gênero não é em si um transtorno mental. O elemento crítico da disforia de gênero é a presença de sofrimento clinicamente significativo associado à condição".  Algumas pessoas transexuais e pesquisadores apoiam a desclassificação da condição porque dizem que o diagnóstico patologiza a variação de gênero e reforça o modelo binário de gênero.  Szasz também endossou publicamente o trabalho transmisoginista de Janice Raymond. Em uma resenha do livro do New York Times de 1979 sobre The Transsexual Empire, de Raymond, Szasz traçou conexões entre sua crítica contínua ao diagnóstico psiquiátrico e a crítica feminista de Raymond às mulheres trans.
Maiores proteções legais e profissionais e uma fusão com os movimentos de direitos humanos e direitos das pessoas com deficiência foram adicionados à teoria e ação da antipsiquiatria. A antipsiquiatria veio para desafiar um foco "biomédico" da psiquiatria (definida como genética, neuroquímica e drogas farmacêuticas ). Também houve oposição aos crescentes vínculos entre a psiquiatria e as empresas farmacêuticas que estavam se tornando mais poderosas e cada vez mais reivindicadas como tendo influência excessiva, injustificada e dissimulada na pesquisa e na prática psiquiátrica. Também houve oposição à codificação e ao suposto uso indevido de diagnósticos psiquiátricos em manuais, em particular a Associação Psiquiátrica Norte-Americana, que publica o Manual Diagnóstico e Estatístico de Transtornos Mentais.
A antipsiquiatria desafiou cada vez mais o suposto pessimismo psiquiátrico e a alienação institucionalizada em relação aos categorizados como doentes mentais. Um movimento emergente de consumidores/sobreviventes geralmente defende a recuperação total, o empoderamento, a autogestão e até a liberação total. Esquemas foram desenvolvidos para desafiar o estigma e a discriminação, muitas vezes baseados em um modelo social de deficiência; para ajudar ou encorajar as pessoas com problemas de saúde mental a se envolverem mais plenamente no trabalho e na sociedade (por exemplo, por meio de empresas sociais) e envolver os usuários dos serviços na prestação e avaliação dos serviços de saúde mental. No entanto, aqueles que desafiam ativa e abertamente a ética fundamental e a eficácia da prática psiquiátrica convencional permaneceram marginalizados na psiquiatria e, em menor grau, na comunidade mais ampla de saúde mental.
Três autores personificaram o movimento contra a psiquiatria, sendo dois deles psiquiatras praticantes. O inicial e mais influente deles foi Thomas Szasz que alcançou a fama com seu livro O Mito da Doença Mental, embora o próprio Szasz não se identificasse como um antipsiquiatra. O respeitado R.D. Laing escreveu uma série de livros best-sellers, incluindo The Divided Self (O Eu Dividido). O filósofo intelectual Michel Foucault desafiou a própria base da prática psiquiátrica e a classificou como repressiva e controladora. O termo "anti-psiquiatria" foi cunhado por David Cooper em 1967. Paralelamente à produção teórica dos referidos autores, o médico italiano Giorgio Antonucci questionou os próprios fundamentos da psiquiatria por meio do desmantelamento dos hospitais psiquiátricos "Osservanza" e "Luigi Lolli" e da libertação – e restituição à vida – das pessoas ali reclusas. 

## Desafios da psiquiatria

### Civilização como causa de sofrimento
Nos últimos anos, os psicoterapeutas David Smail e Bruce E. Levine, considerados parte do movimento antipsiquiatria, escreveram amplamente sobre como a sociedade, a cultura, a política e a psicologia se cruzam. Eles escreveram extensivamente sobre a "natureza corporificada" do indivíduo na sociedade e a relutância até mesmo dos terapeutas em reconhecer o papel óbvio desempenhado pelo poder e pelo interesse financeiro na sociedade ocidental moderna. Eles argumentam que sentimentos e emoções não são, como comumente se supõe, características do indivíduo, mas sim respostas do indivíduo à sua situação na sociedade. Mesmo a psicoterapia, eles sugerem, só pode mudar sentimentos na medida em que ajuda uma pessoa a mudar as influências "proximais" e "distais" em sua vida, que vão desde família e amigos até o local de trabalho, socioeconômico, político e social. cultura.  R.D. Laing enfatizou o nexo familiar como um mecanismo pelo qual os indivíduos se tornam vítimas daqueles que os cercam e falou sobre uma sociedade disfuncional. 

### Inadequação de entrevistas clínicas usadas para diagnosticar 'doenças'
Os psiquiatras têm tentado diferenciar os transtornos mentais com base em entrevistas clínicas desde a era de Kraepelin, mas agora percebem que seus critérios diagnósticos são imperfeitos. Tadafumi Kato escreve: "Nós, psiquiatras, devemos estar cientes de que não podemos identificar 'doenças' apenas por entrevistas. O que estamos fazendo agora é como tentar diagnosticar diabetes mellitus sem medir o açúcar no sangue." 

### Julgamentos de normalidade e doença
Em 2013, o psiquiatra Allen Frances disse que "o diagnóstico psiquiátrico ainda depende exclusivamente de julgamentos subjetivos falíveis, em vez de testes biológicos objetivos". 
Razões têm sido apresentadas para duvidar do status ôntico dos transtornos mentais.  Os transtornos mentais geram ceticismo ontológico em três níveis: 
1. Os transtornos mentais são entidades abstratas que não podem ser apreciadas diretamente com os sentidos humanos ou indiretamente, como se poderia fazer com objetos macro ou microscópicos.
2. Os transtornos mentais não são processos claramente naturais, cuja detecção não é maculada pela imposição de valores ou pela interpretação humana.
3. Não está claro se eles devem ser concebidos como abstrações que existem no mundo à parte das pessoas individuais que os experimentam e, portanto, os instanciam. [24]

Na literatura científica e acadêmica sobre a definição ou classificação do transtorno mental, um extremo defende que é inteiramente uma questão de julgamentos de valor (inclusive do que é normal) enquanto outro propõe que é ou poderia ser inteiramente objetivo e científico (inclusive por referência a normas estatísticas).  Visões híbridas comuns argumentam que o conceito de transtorno mental é objetivo, mas um " protótipo difuso " que nunca pode ser definido com precisão ou, alternativamente, que envolve inevitavelmente uma mistura de fatos científicos e julgamentos de valor subjetivos. 
Um exemplo notável de diagnóstico psiquiátrico sendo usado para reforçar o viés cultural e oprimir a dissidência é o diagnóstico de drapetomania. Nos Estados Unidos, antes da Guerra Civil Americana, médicos como Samuel A. Cartwright diagnosticaram alguns escravos com drapetomania, uma doença mental na qual o escravo possuía um desejo irracional de liberdade e uma tendência a tentar escapar.  Ao classificar tal traço mental dissidente como anormal e uma doença, a psiquiatria promoveu viés cultural sobre normalidade, anormalidade, saúde e insalubridade. Este exemplo indica a probabilidade não apenas de viés cultural , mas também viés de confirmação e viés de ponto cegoem diagnóstico psiquiátrico e crenças psiquiátricas. 
Foi argumentado por filósofos como Foucault que as caracterizações de "doença mental" são indeterminadas e refletem as estruturas hierárquicas das sociedades das quais emergem, em vez de quaisquer qualidades definidas com precisão que distinguem uma mente "saudável" de uma "doente". Além disso, se uma tendência à automutilação é tomada como um sintoma elementar de doença mental, então os humanos, como espécie, são indiscutivelmente insanos porque, ao longo da história registrada, tenderam a destruir seus próprios ambientes, a fazer guerra uns com os outros, etc. 

### Rotulagem psiquiátrica
Os transtornos mentais foram incluídos pela primeira vez na sexta revisão da Classificação Internacional de Doenças (CID-6) em 1949.  Três anos depois, a Associação Psiquiátrica Americana criou seu próprio sistema de classificação, o DSM-I.  As definições da maioria dos diagnósticos psiquiátricos consistem em combinações de critérios fenomenológicos, como sintomas e sinais e seu curso ao longo do tempo.  Comitês de especialistas os combinaram de maneiras variáveis em categorias de transtornos mentais, definindo-os e redefinindo-os repetidas vezes ao longo do último meio século. 
A maioria dessas categorias diagnósticas são chamadas de distúrbios e não são validadas por critérios biológicos, como a maioria das doenças médicas; embora pretendam representar doenças médicas e assumir a forma de diagnósticos médicos.  Na verdade, essas categorias diagnósticas estão incorporadas em classificações de cima para baixo, semelhantes às primeiras classificações botânicas de plantas nos séculos XVII e XVIII, quando os especialistas decidiam a priori sobre qual critério de classificação usar, por exemplo, se a forma das folhas ou corpos de frutificação eram o principal critério para classificar as plantas.  Desde a era de Kraepelin, os psiquiatras têm tentado diferenciar os transtornos mentais usando entrevistas clínicas. 

#### Experimentos admitindo indivíduos "saudáveis" em cuidados psiquiátricos
Em 1972, o psicólogo David Rosenhan publicou o experimento Rosenhan, um estudo que questionava a validade dos diagnósticos psiquiátricos.  O estudo organizou oito indivíduos sem histórico de psicopatologia para tentar internação em hospitais psiquiátricos. Os indivíduos incluíam um estudante de pós-graduação, psicólogos, um artista, uma dona de casa e dois médicos, incluindo um psiquiatra. Todos os oito indivíduos foram internados com diagnóstico de esquizofrenia ou transtorno bipolar. Os psiquiatras então tentaram tratar os indivíduos usando medicação psiquiátrica. Todos os oito receberam alta dentro de 7 a 52 dias. Em uma parte posterior do estudo, a equipe psiquiátrica foi avisada de que pseudopacientes poderiam ser enviados para suas instituições, mas nenhum foi realmente enviado. No entanto, um total de 83 pacientes em 193 foram considerados atores por pelo menos um membro da equipe. O estudo concluiu que indivíduos sem transtornos mentais eram indistinguíveis daqueles com transtornos mentais. 
Críticos como Robert Spitzer lançaram dúvidas sobre a validade e credibilidade do estudo, mas admitiram que a consistência dos diagnósticos psiquiátricos precisava ser melhorada.  O desafio da validade versus confiabilidade das categorias diagnósticas continua a atormentar os sistemas diagnósticos. O neurocientista Tadafumi Kato defende uma nova classificação de doenças com base nas características neurobiológicas de cada transtorno mental.  enquanto o psiquiatra austríaco Heinz Katsching aconselha os psiquiatras a substituir o termo "doença mental" por "doença cerebral". 
Existem problemas reconhecidos em relação à confiabilidade diagnóstica e validade dos diagnósticos psiquiátricos convencionais, tanto em circunstâncias ideais quanto controladas  e ainda mais na prática clínica de rotina (McGorry et al. . 1995).  Os critérios dos principais manuais de diagnóstico, o DSM e o CID, não são consistentes entre os dois manuais. Alguns psiquiatras ao criticar os critérios de diagnóstico apontam que a comorbidade, quando um indivíduo preenche critérios para dois ou mais transtornos, é a regra e não a exceção, lançando dúvidas sobre a distinção das categorias, com sobreposição e limites vagamente definidos ou mutáveis entre o que se afirma serem transtornos distintos. 
Outras preocupações levantadas incluem o uso de critérios diagnósticos padrão em diferentes países, culturas, gêneros ou grupos étnicos. Os críticos afirmam que práticas e diagnósticos psiquiátricos ocidentalizados, brancos e dominados por homens prejudicam e não compreendem os de outros grupos. Por exemplo, vários estudos mostraram que os afro-americanos são mais frequentemente diagnosticados com esquizofrenia do que os brancos  e os homens mais do que as mulheres. Alguns dentro do movimento antipsiquiátrico criticam o uso do diagnóstico por estar de acordo com o modelo biomédico, visto como ilegítimo. 

### Ferramenta de controle social
egundo Franco Basaglia, Giorgio Antonucci  e Bruce E. Levine, cuja abordagem apontava o papel das instituições psiquiátricas no controle e medicalização dos comportamentos desviantes e dos problemas sociais, a psiquiatria é utilizada como provedora de suporte científico para o controle social das doenças existentes estabelecimento, e os padrões de desvio e normalidade que se seguiram trouxeram visões repressivas de grupos sociais distintos. De acordo com Mike Fitzpatrick, a resistência à medicalização era um tema comum da liberação gay, da antipsiquiatria e dos movimentos feministas da década de 1970, mas agora não há resistência ao avanço da intrusão do governo no estilo de vida se for considerada justificada. em termos de saúde pública. 
Na opinião de Mike Fitzpatrick, a pressão pela medicalização também vem da própria sociedade. Como exemplo, Fitzpatrick afirma que as feministas que antes se opunham à intervenção do Estado como opressiva e patriarcal, agora exigem medidas mais coercitivas e intrusivas para lidar com o abuso infantil e a violência doméstica.  De acordo com Richard Gosden, o uso da psiquiatria como uma ferramenta de controle social está se tornando óbvio em programas de medicina preventiva para várias doenças mentais.  Esses programas visam identificar crianças e jovens com padrões de comportamento e pensamento divergentes e encaminhá-los para tratamento antes que suas supostas doenças mentais se desenvolvam.  Diretrizes clínicas para melhores práticas na Austrália incluem os fatores e sinais de risco que podem ser usados para detectar jovens que precisam de tratamento medicamentoso profilático para prevenir o desenvolvimento de esquizofrenia e outras condições psicóticas. 

### Psiquiatria e indústria farmacêutica
Os críticos da psiquiatria comumente expressam uma preocupação de que o caminho do diagnóstico e tratamento na sociedade contemporânea é principalmente ou esmagadoramente moldado por prerrogativas de lucro, ecoando uma crítica comum à prática médica geral nos Estados Unidos, onde muitos dos maiores produtores de psicofármacos estão baseados.  A pesquisa psiquiátrica demonstrou vários graus de eficácia para melhorar ou controlar vários distúrbios de saúde mental por meio de medicamentos, psicoterapia ou uma combinação dos dois. Medicamentos psiquiátricos típicos incluem estimulantes, antidepressivos, ansiolíticos e antipsicóticos (neurolépticos). 
Por outro lado, organizações como MindFreedom International e World Network of Users and Survivors of Psychiatry sustentam que os psiquiatras exageram as evidências de medicamentos e minimizam as evidências de reações adversas a medicamentos. Eles e outros ativistas acreditam que os indivíduos não recebem informações equilibradas e que os medicamentos psiquiátricos atuais não parecem ser específicos para distúrbios específicos da maneira como a psiquiatria tradicional afirma;  e drogas psiquiátricas não apenas falham em corrigir desequilíbrios químicos mensuráveis no cérebro, mas também induzem efeitos colaterais indesejáveis.
Por exemplo, embora crianças tomando Ritalina e outros psicoestimulantes tornam-se mais obedientes aos pais e professores, os críticos observaram que eles também podem desenvolver movimentos anormais, como tiques, espasmos e outros movimentos involuntários.  Isso não demonstrou estar diretamente relacionado ao uso terapêutico de estimulantes, mas aos neurolépticos.  O diagnóstico de transtorno de déficit de atenção e hiperatividade com base na desatenção à escolaridade obrigatória também levanta preocupações dos críticos em relação ao uso de drogas psicoativas como meio de controle social injusto das crianças. 
A influência das empresas farmacêuticas é outra questão importante para o movimento antipsiquiatria. Como muitos críticos de dentro e fora da psiquiatria argumentaram, existem muitos vínculos financeiros e profissionais entre a psiquiatria, reguladores e empresas farmacêuticas. As empresas farmacêuticas financiam rotineiramente grande parte da pesquisa conduzida por psiquiatras, anunciam medicamentos em jornais e conferências psiquiátricas, financiam organizações psiquiátricas e de saúde e campanhas de promoção da saúde e enviam representantes para fazer lobby com médicos generalistas e políticos. Peter Breggin, Sharkey e outros investigadores da indústria psicofarmacêutica afirmam que muitos psiquiatras são membros, acionistas ou consultores especiais de organizações farmacêuticas ou reguladoras associadas. 
Há evidências de que os resultados da pesquisa e a prescrição de medicamentos são influenciados como resultado. Um inquérito parlamentar interpartidário do Reino Unido sobre a influência da indústria farmacêutica em 2005 conclui: "A influência da indústria farmacêutica é tal que domina a prática clínica"  que existem graves falhas regulatórias que resultam no "uso inseguro drogas; e a crescente medicalização da sociedade". 
 A organização da campanha No Free Lunch detalha a aceitação predominante por profissionais médicos de brindes de empresas farmacêuticas e o efeito na prática psiquiátrica. A escrita fantasma de artigos de funcionários de empresas farmacêuticas, que são apresentados por psiquiatras conceituados, também foi destacada.  Revisões sistemáticas descobriram que os ensaios de drogas psiquiátricas conduzidos com financiamento farmacêutico têm várias vezes mais chances de relatar resultados positivos do que estudos sem esse financiamento. 
O número de prescrições de drogas psiquiátricas tem aumentado a uma taxa extremamente alta desde a década de 1950 e não mostra sinais de diminuir.  Nos Estados Unidos, os antidepressivos e tranqüilizantes são agora a classe mais vendida de medicamentos prescritos, e os neurolépticos e outras drogas psiquiátricas também estão no topo, todos com vendas em expansão.  Como solução para o aparente conflito de interesses, os críticos propõem legislação para separar a indústria farmacêutica da profissão psiquiátrica. 
John Read e Bruce E. Levine avançaram a ideia do status socioeconômico como um fator significativo no desenvolvimento e prevenção de transtornos mentais, como a esquizofrenia, e observaram o alcance das empresas farmacêuticas por meio de sites patrocinados pela indústria, promovendo uma abordagem mais biológica dos transtornos mentais, em vez de um modelo biológico, psicológico e social abrangente. 